# Rusty Draper
Farrell H. „Rusty“ Draper (* 25. Januar 1923 in Kirksville, Missouri; † 28. März 2003 in Bellevue, Washington) war ein US-amerikanischer Country- und Popmusiker, dessen größter Erfolg der Millionenseller Gambler’s Guitar war.

## Leben

### Anfänge
Wegen seiner roten Haare erhielt der Musiker den Kosenamen „Rusty“. Seine erste Gitarre spielte er im Jahre 1925 und begann in den dreißiger Jahren beim Radio zu arbeiten, wo er unter anderem den Sportmoderator Ronald „Dutch“ Reagan in Des Moines, Iowa, beim Radiosender WHO vertreten hatte. Nach einigen dauerhaften Engagements als Sänger und Ansager in Clubs ab 1942 in San Francisco erhielt er im Januar 1952 einen Plattenvertrag bei Mercury Records. Bereits im Februar 1952 nahm er in New York seine erste Single, Just Because / How Could You? (Blue Eyes), auf (Mercury #5820), von der die Charts keine Notiz nahmen. Erst seine sechste Single, Texarkana Baby / No Help Wanted (Mercury #70077), wurde in der Pop-Hitparade notiert und erreichte dort einen zehnten Platz nach ihrer Veröffentlichung im Februar 1953. Seine Songs werden eher als Popmusik eingestuft, sodass seine Titel folglich zunächst in den Pop-Charts notiert wurden. Draper war kein talentierter Songautor, sodass auch seine nachfolgenden Aufnahmen ausschließlich von anderen Autoren stammten und oft Coverversionen klassischer Titel waren.

### Millionenseller
Labelkollege Jim Lowe hatte im Mai 1953 seine Eigenkomposition Gambler’s Guitar herausgebracht, konnte jedoch hiermit lediglich Platz 26 der Pop-Hitparade erreichen. Dann versuchte Draper, aus dem Song über einen gitarrenspielenden Herumtreiber und Spieler mehr herauszuholen. Aufgenommen im Mai 1953 mit den Jack Halloran Singers und im selben Monat als Mercury #70167 veröffentlicht, erreichte er hiermit Rang 6 sowohl in den Pop- als auch den Country-Charts. Der Song verkaufte sich gut und entwickelte sich schließlich zum Millionenseller. In Deutschland ist das Lied durch Fred Bertelmann bekannt, der daraus Der lachende Vagabund machte.

### Weitere Erfolge

Rusty Draper - The Shifting, Whispering Sands

Nach Gambler’s Guitar brachte Mercury von Draper eine Serie von Songs heraus, die zum überwiegenden Teil nicht in die Hitparaden kamen. Erst The Shifting, Whispering Sands / Time (Mercury 70696) vom September 1955 gelangte bis zum dritten Platz in den Pop-Charts, konnte jedoch trotz ihres country-ähnlichen Stils nicht die Country-Hitparade und die Country-Radiostationen erreichen. Er entwickelte sich zu Drapers zweitem Millionenseller, war jedoch gleichzeitig sein letzter großer Hit. Der Goldsuchersong über den Treibsand in den südwestlichen Regionen der USA wurde bereits im Jahre 1950 von Jack V.C. Gilbert (Text) und Mary Margret Hadler (Musik) geschrieben und schlummerte im Musikverlag, bis er 1955 durch Draper aufgegriffen wurde und einen BMI-Award erhielt. Dann jedoch gab es eine Vielzahl von Coverversionen, so etwa durch Billy Vaughn im September 1955 und die britische Version von Eamonn Andrews, der den Song im Januar 1956 herausbrachte und bis auf Platz 18 der britischen Charts führte. Viele Country-Sänger, wie Jim Reeves (1961) und Johnny Cash (1965), haben den Song ebenfalls aufgegriffen.

### Spätere Jahre
Draper gelang seitdem keine Platzierung mehr in den Country-Charts. Er veröffentlichte im Juli 1955 Seventeen / Can't Live Without Them Anymore, das einen Platz 18 in den Pop-Charts einbrachte. Neben seinem zweiten Millionenseller konnte sich lediglich das im April 1957 veröffentlichte Skiffle-Standard Freight Train / Seven Come Eleven noch einmal in den Top Ten (Rang 6) platzieren. 
Letzte Chartnotiz war Willie Nelsons Komposition Night Life im August 1963, das lediglich bis auf Rang 57 der Pop-Hitparade vordringen konnte. Nach zehn Jahren beim Mercury-Label war er inzwischen zu Monument Records gewechselt. Draper brachte noch bis zum Jahre 1979 Platten heraus, allerdings konnte er damit nicht mehr an alte Erfolge anknüpfen. Er moderierte danach die täglich ausgestrahlte TV-Sendung Swingin' Country und verstarb 80-jährig an Lungenentzündung im Bundesstaat Washington. Ein Jahr zuvor war Draper in die Western Swing Society Hall of Fame aufgenommen worden. 

## Diskografie (Auswahl)

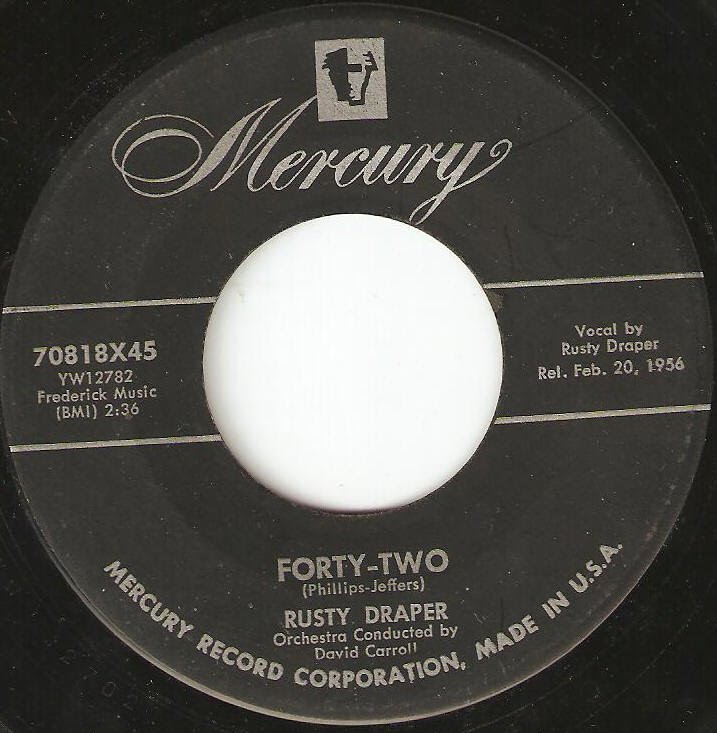
Forty-Two, 1956

Nachfolgend eine Auswahl wichtiger Singles mit Erscheinungsdatum:
- Just Because / How Could You (Blue Eyes) (Mercury #5820), Februar 1952
- Bouncing on the Bayou / Devil of a Woman (Mercury #5851), April 1952
- Release Me / Wedding Bells (mit Patti Page)(Mercury #5895), Juli 1952
- Big Mamou / Tell Me Why, Why (Mercury #70137), März 1953
- Gambler's Guitar / Free Home Demonstration (Mercury #70167), Mai 1953
- Lazy River / Bummin' Around (Mercury #70178), Juni 1953
- Muskrat Ramble / The Magic Circle (Mercury #70446), September 1954
- Eating Goobes Peas / That's All I Need (Mercury #70619), April 1955
- Seventeen / Can't Live Without Them Anymore (Mercury #70651), Juli 1955
- The Shifting, Whispering Sands / Time (Mercury #70696), September 1955
- Wabash Cannonball / Are You Satisfied? (Mercury #70757), November 1955
- Forty-Two / Held for Questioning (Mercury #70818), 1956
- Pink Cadillac / In the Middle of the House (Mercury #70921), Juli 1956
- Tiger Lily / Confidential (Mercury #70989), Oktober 1956
- Seven Come Eleven / Freight Train (Mercury #71102), April 1957
- Chicken-Pickin' Hawk / June, July, and August (Mercury #71336), Juni 1958
- Don't Forget Your Shoes / Next Stop Paradise (Mercury #71463), Mai 1959
- Anytime / That Lucky Old Sun (Mercury #71581), Februar 1960
- Mule Skinner Blues / Please Help Me, I'm Falling (Mercury #71634), Mai 1960
- Signed, Sealed, and Delivered / Scared to Go Home (Mercury #71854), Juli 1961
- Night Life / That's Why I Love You Like I Do (Monument #823), August 1963
- Lady of the House / It Should Be Easier Now (Monument #832), Januar 1964
- Folsom Prison Blues / You Can't Be True, Dear (Monument #894), Juni 1965
- Love Is Gone for Good / You Call Everybody Darling (Monument #969), September 1966
- There She Goes / A Traveling Song (Monument #1223), Oktober 1970
- Walking on New Grass / You Were Right (ZS8-8628), Oktober 1974
- Leavin' Is so Hard to Do / Another (AVI #202), 1978
- Harbor Lights / Ramblin' Man (KL 79N-001), November 1979